# 宮坂尚市朗
宮坂 尚市朗（みやさか しょういちろう、1956年2月28日 - ）は、日本の政治家。北海道厚真町長（4期目）。

## 来歴
室蘭工業大学工学部工業化学科卒業後、ホクレン農業協同組合連合会を経て、1981年に厚真町役場へ入庁した。総務課参事を経て、2008年に厚真町長に就任した。現在は4期目である。厚真町内での起業を促すローカルベンチャースクールの開催や町外から転入する子育て世代を応援する子育て支援住宅の建設、田舎ならではの働き方を提供するサテライトオフィスの整備などに取り組む。2020年には、感染の拡大を未然に食い止めようと、厚真町が介護職員などを対象としたPCR検査を町負担で独自で行った。また、2018年の甚大な被害を受けた北海道胆振東部地震の復興を進めている。

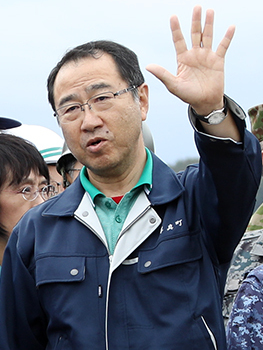
2018年9月9日撮影